# 逆向选择
在經濟學、保險和風險管理中，逆向選擇（英語：Adverse selection）是買賣雙方擁有不同信息（信息不對稱）導致市場出現非帕累托效率結果的過程。結果是，擁有關鍵信息的參與者可能會以犧牲不具備相同信息的其他參與者為代價有選擇地參與交易。
在理想狀態下，買家支付的價格應反映他們的支付意願以及產品或服務對他們的價值，而賣家的銷售價格應反映其商品和服務的品質與數量。例如，品質差的產品應該便宜，品質好的產品應該價格高。然而，當一方掌握了另一方沒有的信息時，他們就有機會通過最大化自身效用、隱瞞相關信息，甚至說謊來損害對方。利用經濟合同（參看契約經濟學）或占有貿易中的未公開信息被稱為逆向選擇。
這個機會有次要影響：沒有信息的一方可以採取措施避免訂立不公平的（可能是“被操縱的”）合同，可能是通過退出互動，或者賣方（買方）要求更高（更低）的價格，從而減少市場交易量。此外，它可以阻止人們參與市場，從而減少競爭，從而提高參與者的利潤率。
有時，買方可能比賣方更了解商品或服務的價值。例如，餐廳以固定價格提供“吃到飽”可能會吸引食慾高於平均水平的顧客，從而導致餐廳蒙受損失。
一個典型的例子是帶有隱藏缺陷的二手車市場。George Akerlof 在其論著《檸檬市場：品質不確定性和市場機制》中強調了逆向選擇對二手車市場的影響，造成買賣雙方之間的不平衡，可能導致市場崩潰。該論著進一步描述了保險中逆向選擇的影響，作為信息不對稱對市場影響的一個例子，一種“廣義劣幣驅逐良幣法則”。此後，“逆向選擇”被廣泛應用於多個領域。
市場崩潰背後的理論始於想要從陌生市場購買商品的消費者。確實知道哪些商品品質好或差的賣家會以與優質商品相同的價格出售劣質商品，從而獲得更大的利潤率。優質賣家現在不再享受擁有優質商品的全部好處，因為劣質商品將平均價格拉低至不再對銷售優質商品有利可圖的價格。高品質商品的賣家因此離開市場，從而進一步降低商品的品質和價格。這種市場崩潰的原因是需求沒有因價格下跌而上升，以及市場供應的整體品質較低。有時，當具有未公開屬性的消費者購買針對其他人群定價的商品或合同時，賣方反而是不知情的一方。
逆向选择也會體現在金錢借貸市場上，當無法分辨借貸者還款的能力時，風險低的借款者由於可以輕易借到更低利率的貸款，因此不願以平均利率借款，這會導致尋求借貸的，大多數為高風險者，貸款者會有比較高的機會發生無力還款的情形，使得本金多半無法回收，所收的利息無法補償本金的損失，或提高利率導致更多人不願意借貸或無力還款。
解決逆向选择問題的方法，就是解決資訊不對稱，包括價格引導與弭平資訊落差，例如保險公司事先調查客戶的風險，來制定符合風險的費率，對於高風險或頻繁發生保險事故的保戶，或拒絕提供保險必要資訊的保戶，或隱瞞或故意提供不實保險資訊的保戶，提高保費，甚至拒保，或減少或拒絕理賠，反之，如果保戶在一定期間內從來不發生保險事故，而為低風險者，保險公司也會給予獎勵、降低保費、或退還一部份的保費，以吸引低風險的保戶繼續投保。金錢借貸市場，也是採取類似的做法，就是事先做徵信調查，了解借款者的還款能力，而依照不同的風險來決定不同的利率與借款額度，以及要求擔保品或保證人，對於風險太高的借款者，甚至予以拒絕借貸。

## 保險業
在保險業界中該概念是指根據平均疾病風險設定的費率下，疾病風險低的健康者並不願意以此費率投保，但此費率卻會引來大批高疾病風險者投保，導致理賠支出大增，使保險公司蒙受鉅額虧損，或提高保費導致更多人不願意投保或付不出保費，導致保險業的死亡螺旋。此保險市場失靈問題主要是保險公司與消費者所擁有的資訊不對稱造成，也就是保險公司無法區分誰是低風險者，誰是高風險者，但投保者卻知悉的情形，造成收一樣的保費，但理賠支出的概率大增。
自 1860 年代以來，人壽保險就一直在討論逆向選擇，該短語自 1870 年代以來一直在使用。

## 相關內容
- 劣幣驅逐良幣
- 《檸檬市場：品質不確定性和市場機制》
- 道德風險